# 幽霊坂
幽霊坂（ゆうれいざか）は、日本に数多くある地名の一つ。

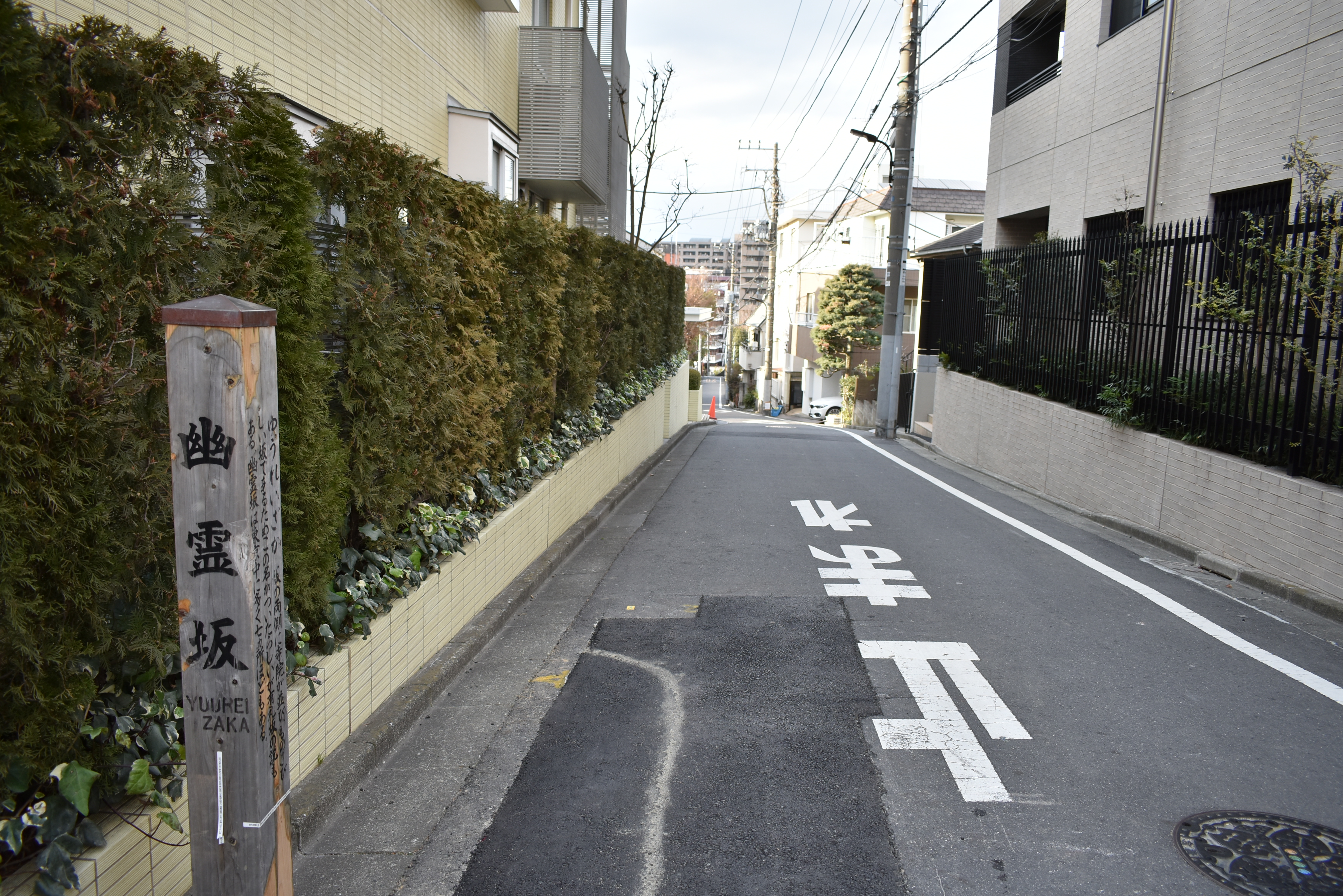
三田の幽霊坂
（2019年1月25日撮影）

本項で扱う幽霊坂は、同音異字で有礼坂とも記されるところの、東京都港区三田四丁目に所在する、坂の名称である。他の幽霊坂との明確な区別が必要な場合は、三田の幽霊坂（みた の ゆうれいざか）と呼ばれる。

## 地名の由来
当地は江戸の昔から「ゆうれいざか」と呼ばれているが、その名の正確な由来は不明である。
他にもある幽霊坂と同様に漢字では「幽霊坂」と記すのが通常であるが、「有礼坂」と記す場合があり、下記のとおり、双方に由来説がある。
- 幽霊坂の由来説
坂の周辺地域には、寛永12年（1635年）の江戸城拡張に伴って、八丁堀より移転されてきた寺院群が、道の両脇に建ち並び、昼でも幽霊が出そうなほど暗い場所であったことから、あるいは、それほどに寂しい場所であったから。
- 有礼坂の由来説
明治時代、文部大臣・森有礼（「有礼」を音読みにすると、「ゆうれい」になる）の屋敷が付近にあったことに因む。

ただし、後者の説は定説ではなく、むしろ単純に「幽霊」が持つ「負」のイメージを嫌って（もっとも、これを殊更嫌うのは、明治以降の日本人の感覚である）、地域にゆかりの人物名にこじつけたと考えるのが自然である。

## 特徴
国道1号から登り、聖坂と交差し終わる。左右に寺院が並び、勾配は途中からかなりきつくなる。
昭和40年代（1970年前後十年代）までは、坂の上から三田、麻布方面が一望できた。御田小学校への通学路にあたり、後年になって歩道が完備されたが、ガードレールまでは設置されていない。

## 立ち並ぶ寺院群
幕末には、坂上に次のような寺院が建ち並んでいた。移転した正泉寺以外は現存する。
国道1号から歩いて、
- 向かって左に───
  1. 随応寺（ずいおうじ） ：浄土宗。三田4-6-19。
  2. 正泉寺（しょうせんじ） ：旧称・泉蔵院。承応年間（1652- 1655年）、溜池より三田に移転。幕末から明治元年にかけてフランス、イギリス、スイスの各領事館員宿舎となる。明治44年（1911年）、目黒区碑文谷1丁目へ移転[1]。
  3. 仙翁寺（せんしょうじ） ：曹洞宗。三田4-5-12。
  4. 實相寺 ：浄土宗。会津藩主・保科正之が江戸での菩提寺に定めた。三田4-12-15。
- 向かって右に───
  1. 長松寺（ちょうしょうじ） ：浄土宗。坂より忍願寺（にんがんじ。浄土真宗東本願寺派。三田4-7-30）脇を入った場所（三田4-7-29）に所在。
  2. 称讃寺（しょうさんじ） ：浄土宗。三田4-7-7。
  3. 玉鳳寺（ぎょくほうじ） ：曹洞宗。三田4-11-19。
  4. 正覚院（しょうかくいん） ：臨済宗妙心寺派。三田4-11-26。

## 東京都区部にある、他の幽霊坂・ゆうれい坂
東京都区部にある、他の「幽霊坂」および「ゆうれい坂」の一部を記す。
- 幽霊坂 ：文京区目白台一丁目、和敬塾わき。
- 幽霊坂 ：文京区目白台二丁目、日本女子大学わき。
- 幽霊坂 ：北区田端一丁目与楽寺脇の路にある坂。
- 幽霊坂 ：千代田区神田淡路町二丁目、損保会館前。
- 幽霊坂 ：千代田区神田駿河台、ニコライ堂北側(元は淡路町幽霊坂と一続き)。
- 幽霊坂 ：千代田区富士見一丁目と二丁目の境界、角川書店本社の間を下る坂。
- 幽霊坂 ：新宿区牛込、弁天公園南側。
- 幽霊坂 ：港区高輪、高輪幼稚園わき。
- ゆうれい坂（幽霊坂） ：品川区南品川五丁目、品川ろう学校前。この坂の名をモチーフにしたホラー小説『ゼームス坂から幽霊坂』（吉村達也著、双葉社）がある（ゼームス坂も品川区の坂）。